# Motojada
A Motojada é uma variante moderna da vaquejada, em que os cavalos são substituídos por motocicletas. Como na prática original, dois vaqueiros, alinhando o boi entre as motocicletas, devem conduzir um boi pela pista até a área demarcada ao fim, onde o animal deve ser derrubado. Assim como as vaquejadas, as motojadas têm sido criticadas por organizações defensoras dos direitos dos animais, em virtude do intenso estresse e traumas físicos a que são submetidos os bois. Populares em determinadas áreas do Nordeste brasileiro, as motojadas foram judicialmente proibidas em algumas cidades.